# Ljoebertsy
Ljoebertsy (Russisch: Люберцы) is een stad in de Oblast Moskou in Rusland. De stad ligt 20 kilometer ten zuidoosten van Moskou, waarvan het een voorstad vormt en om die reden wordt het vaak ook een 'buitenwijk' van Moskou genoemd. De stad telde 156.691 inwoners bij de volkstelling van 2002.
De stad is in 1623 gesticht en verwierf pas in 1925 de stadsstatus. Er is veel industrie in de stad, maar het staat tegenwoordig ook bekend als een ontspanningsplek voor de Moskovieten door de vele stranden. In de jaren 90 was de stad bekend vanwege de invloed van de maffia, de vele criminaliteit en de subcultuur van de gopniki.

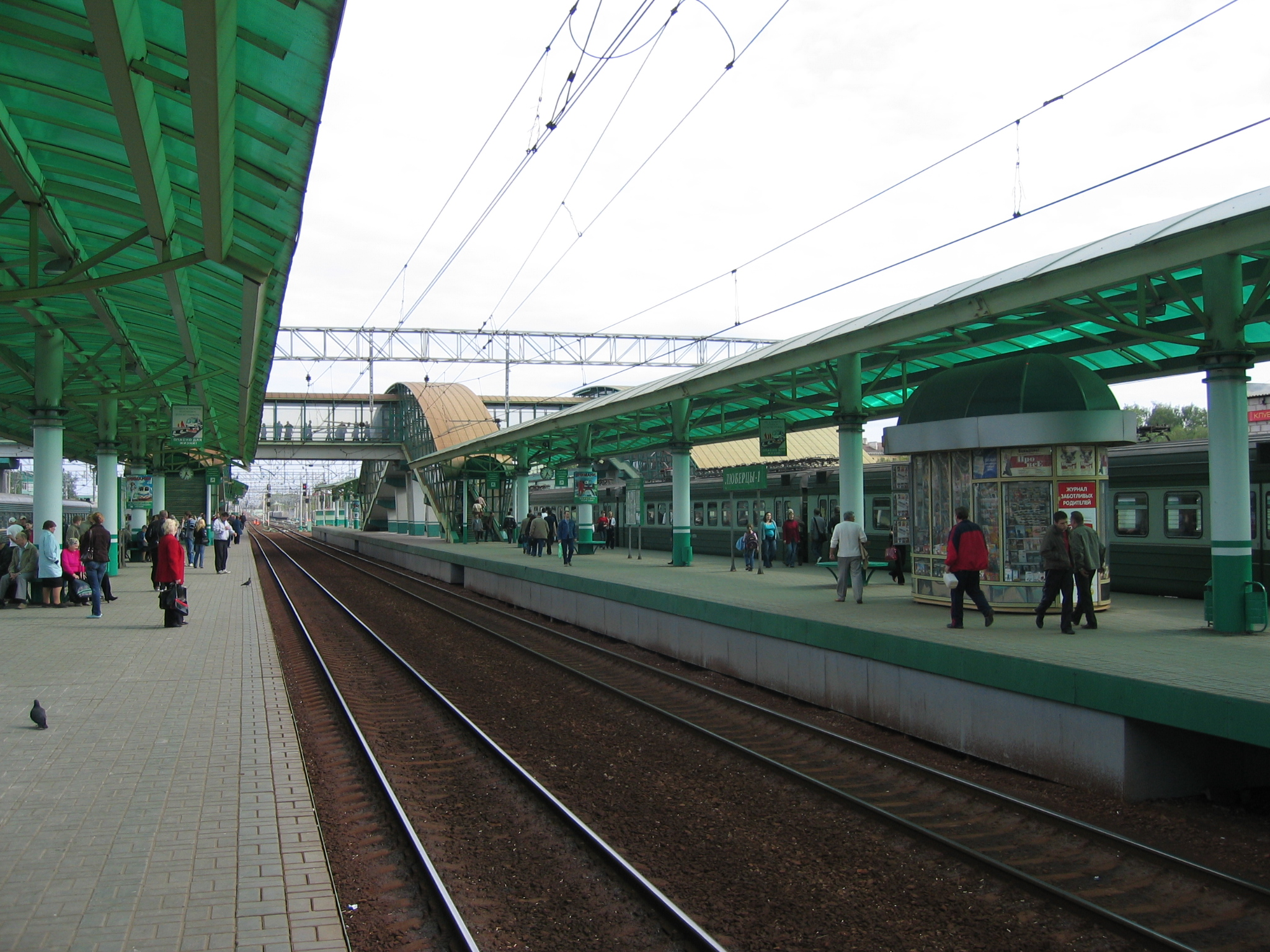
Spoorstation

## Geboren in Ljoebertsy
- Aleksandr Mensjikov - Russisch staatsman
- Joeri Gagarin  (1934-1938) - kosmonaut
- Aleksandr Boebnov (1955), voetballer en trainer
- Pavel Yakovlev (1991) - voetballer

Aprelevka · Balasjicha · Bronnitsy · Chimki · Chotkovo · Dedovsk · Dmitrov · Doebna · Dolgoproedny · Domodedovo · Drezna · Dzerzjinski · Elektrogorsk · Elektro-oegli · Elektrostal · Frjazino · Golitsyno · Istra · Ivantejevka · Jachroma · Jegorjevsk · Joebilejny · Kasjira · Klimovsk · Klin · Koebinka · Koerovskoje · Kolomna · Koroljov · Kotelniki · Krasnoarmejsk · Krasnogorsk · Krasnozavodsk · Krasnoznamensk · Likino-Doeljovo · Ljoebertsy · Lobnja · Loechovitsy · Losino-Petrovski · Lytkarino · Moskovski · Mytisjtsji · Naro-Fominsk · Noginsk · Odintsovo · Orechovo-Zoejevo · Ozjerelje · Ozjory · Pavlovski Posad · Peresvet · Podolsk · Poesjkino · Poesjtsjino · Protvino · Ramenskoje · Reoetov · Roeza · Rosjal · Sergiev Posad · Serpoechov · Sjatoera · Sjtsjerbinka · Sjtsjolkovo · Solnetsjnogorsk · Staraje Koepavna · Stoepino · Taldom · Troitsk · Tsjechov · Tsjernogolovka · Vereja · Vidnoje · Volokolamsk · Voskresensk · Vysokovsk · Zarajsk · Zjeleznodorozjny · Zjoekovski · Zvenigorod